# Costa Solana (Talarn)
Costa Solana és un indret del terme municipal de Talarn, al Pallars Jussà.
Es tracta del territori situat al nord-est de l'Acadèmia General Bàsica de Suboficials, al vessant meridional de la Serra de Costa Ampla, a sota i al sud-oest de l'antic poble de Castelló d'Encús.